# Итати (департамент)
Департамент Итати  (исп. Departamento de Itati) — департамент в Аргентине в составе провинции Корриентес. Административный центр — Итати.
Площадь — 870 км². Население — 9171 человек. Плотность населения — 10,50 чел./км².

## География
Департамент расположен на севере провинции Корриентес.
Департамент граничит:
- на севере — с Парагваем
- на востоке — с департаментом Берон-де-Астрада
- на юге — с департаментом Сан-Луис-дель-Пальмар
- на западе — с департаментом Сан-Косме

## Административное деление
Департамент включает два муниципалитета:
- Итати
- Рамада-Пасо

## Важнейшие населённые пункты
Список важнейших населённых пунктов, входящих в департамент Итати:
| № | Населённый пункт | Населённый пункт (исп.) | Категория | Население чел. (2010) | На карте                        |
| - | ---------------- | ----------------------- | --------- | --------------------- | ------------------------------- |
| 1 | Итати            | Itatí                   | город     | 6562                  | 27°16′19″ ю. ш. 58°14′32″ з. д. |
| 2 | Рамада-Пасо      | Ramada Paso             | поселок   | 556                   | 27°21′54″ ю. ш. 58°18′04″ з. д. |
| 3 | Ла-Пальмира      | La Palmira              | поселок   | н/д                   | 27°19′31″ ю. ш. 58°02′53″ з. д. |